# Leif Librand
Leif Librand, född 27 september 1941, friidrottare (400 meter häck). Tävlade för IK Vikingen. Han utsågs 1965 till Stor Grabb nummer 233.